# Rogéville
Rogéville település Franciaországban, Meurthe-et-Moselle megyében. Lakosainak száma 152 fő (2022. január 1.). Rogéville Domèvre-en-Haye, Gézoncourt, Manoncourt-en-Woëvre, Rosières-en-Haye, Tremblecourt és Villers-en-Haye községekkel határos.

## Népesség
A település népessége az elmúlt években az alábbi módon változott:
| Lakosok száma | 116  | 144  | 143  | 131  | 176  | 183  | 176  | 156  | 151  | 152  |
|               | 1968 | 1982 | 1990 | 2006 | 2013 | 2015 | 2017 | 2019 | 2020 | 2022 |